# Стари српски летописи
Стари српски летописи су летописи (анали) из позног средњовековног и раног нововековног периода, који су написани на српском језику. Настали су по угледу на сродна византијска дела. У старим српским летописима догађаји се бележе по хронолошком редоследу, односно по годинама, а збивања се излажу у сажетом облику. Након назначене године, која је бележена по цариградској ери од стварања света, саопштавани су разноврсни подаци о политичким и друштвеним збивањима. У српском рукописном корпусу познато је око педесет летописних састава или одломака, а сачувана изворна грађа највећим делом потиче из периода од 15. до 18. века.
Као историјски извори, стари српски летописи представљају веома значајна сведочанства, пошто садрже разнородне податке из српске политичке, војне и црквене историје, а неретко садрже и белешке о династичким односима и збивањима из локалне и друштвене историје, уз повремено навођење података о упечатљивим природним појавама.
Стари српски летописи су почевши од 19. века постали предмет проучавања из угла разних историјских и филолошких дисциплина, а посебан изазов за истраживаче представљало је питање о њиховој генези и груписању, односно периодизацији и подели према садржинским карактеристикама и међусобној зависности. Кључни допринос у области проучавања старих српских летописа остварио је Љубомир Стојановић, који се у разним радовима бавио објавивањем и анализом изворне грађе, а потом је 1927. године приредио и упоредно издање старих српских летописа и родослова, чиме је постављена додатна основа за даља истраживања.
Посебни научни изазови у области проучавања изворне грађе проистицали су из потребе за што јаснијим именовањем и разликовањем између српских летописа и српских родослова, што је разрешено тек након додатних истраживања током 20. века, чиме су уједно отклоњене и извесне терминолошке недоследности, пошто су неки ранији истраживачи употребљавали појмове летопис и родослов не водећи довољно рачуна о разликама између те две врсте историографских текстова.
Поред изворних летописа на српском језику, временом су настајале и прераде или преводи, првенствено на латинском језику, који је заједно са италијанским језиком био одомаћен у раној дубровачкој историографији, а међу најранија летописна дела из посебног корпуса који обухвата летописе изворно настале на страним језицима спадају Дубровачки летописи (лат. Annali di Ragusa), које је у 16. веку саставио Никола Рањина.